# Robert Howe
Robert Howe, właśc. Robert Neville Howe (ur. 3 sierpnia 1925 w Sydney, zm. 30 listopada 2004 w Santa Anie) – australijski tenisista.

## Kariera tenisowa
Jako singlista najdalej awansował w Wielkim Szlemie do ćwierćfinałów Australian Championships 1958 i Australian Championships 1963. W deblu był finalistą tegoż turnieju w 1959, a także podczas French Championships 1958 i French Championships 1961. W konkurencji gry mieszanej w 1958 triumfował w Australian Championships i Wimbledonie, natomiast w 1960 i 1962 zwyciężył we French Championships.

### Finały w turniejach wielkoszlemowych

#### Gra podwójna (0–3)
| Końcowy wynik | Nr | Data | Turniej                            | Nawierzchnia | Partner   | Przeciwnicy                | Wynik finału       |
| ------------- | -- | ---- | ---------------------------------- | ------------ | --------- | -------------------------- | ------------------ |
| Finalista     | 1. | 1958 | French Championships, Paryż        | Ceglana      | Abe Segal | Ashley Cooper Neale Fraser | 6:3, 6:8, 3:6, 5:7 |
| Finalista     | 2. | 1959 | Australian Championships, Adelaide | Trawiasta    | Don Candy | Rod Laver Bob Mark         | 7:9, 4:6, 2:6      |
| Finalista     | 3. | 1961 | French Championships, Paryż        | Ceglana      | Bob Mark  | Roy Emerson Rod Laver      | 6:3, 1:6, 1:6, 4:6 |

#### Gra mieszana (4–5)
| Końcowy wynik | Nr | Data | Turniej                                | Nawierzchnia | Partnerka         | Przeciwnicy                        | Wynik finału    |
| ------------- | -- | ---- | -------------------------------------- | ------------ | ----------------- | ---------------------------------- | --------------- |
| Finalista     | 1. | 1956 | French Championships, Paryż            | Ceglana      | Doris Hart        | Thelma Coyne Long Luis Ayala       | 6:4, 4:6, 1:6   |
| Finalista     | 2. | 1957 | U.S. National Championships, Nowy Jork | Ceglana      | Darlene Hard      | Althea Gibson Kurt Nielsen         | 3:6, 7:9        |
| Zwycięzca     | 1. | 1958 | Australian Championships, Sydney       | Trawiasta    | Mary Bevis Hawton | Angela Mortimer Peter Newman       | 9:11, 6:1, 6:2  |
| Finalista     | 3. | 1958 | French Championships, Paryż            | Ceglana      | Lorraine Coghlan  | Shirley Bloomer Nicola Pietrangeli | 6:4, 4:6, 1:6   |
| Zwycięzca     | 2. | 1958 | Wimbledon, Londyn                      | Trawiasta    | Lorraine Coghlan  | Althea Gibson Kurt Nielsen         | 6:3, 13:11      |
| Zwycięzca     | 3. | 1960 | French Championships, Paryż            | Ceglana      | Maria Bueno       | Ann Haydon-Jones Roy Emerson       | 1:6, 6:1, 6:2   |
| Finalista     | 4. | 1960 | Wimbledon, Londyn                      | Trawiasta    | Maria Bueno       | Darlene Hard Rod Laver             | 11:13, 6:3, 6:8 |
| Finalista     | 5. | 1961 | Wimbledon, Londyn                      | Trawiasta    | Edda Buding       | Lesley Turner Bowrey Fred Stolle   | 9:11, 2:6       |
| Zwycięzca     | 4. | 1962 | French Championships, Paryż            | Ceglana      | Renée Schuurman   | Lesley Turner Bowrey Fred Stolle   | 3:6, 6:4, 6:4   |